# Liste des communes de l'Yonne
Pour les autres listes de communes françaises, voir Listes des communes de France.
| - L'Yonne en France métropolitaine. - Carte des communes de l'Yonne. |

Cette page liste les 423 communes du département français de l'Yonne au 1er janvier 2025.

## Liste des communes
Le tableau suivant donne la liste des communes au 1er janvier 2025, en précisant leur code Insee, leur code postal principal, leur arrondissement, leur canton, leur intercommunalité, leur superficie, leur population et leur densité, d'après les chiffres de l'Insee issus du recensement 2022,.
| Nom                             | Code Insee | Code postal | Arrondissement | Canton                                  | Intercommunalité                       | Superficie (km2) | Population (dernière pop. légale) | Densité (hab./km2) | Modifier                                    |
| ------------------------------- | ---------- | ----------- | -------------- | --------------------------------------- | -------------------------------------- | ---------------- | --------------------------------- | ------------------ | ------------------------------------------- |
| Auxerre (préfecture)            | 89024      | 89000 89290 | Auxerre        | Auxerre-1 Auxerre-2 Auxerre-3 Auxerre-4 | CA de l'Auxerrois                      | 49,95            | 35 236 (2022)                     | 705                | modifier les données · modifier les données |
| Aigremont                       | 89002      | 89800       | Auxerre        | Chablis                                 | CC Chablis Villages et Terroirs        | 6,82             | 71 (2022)                         | 10                 | modifier les données · modifier les données |
| Aisy-sur-Armançon               | 89004      | 89390       | Avallon        | Tonnerrois                              | CC Le Tonnerrois en Bourgogne          | 17,97            | 236 (2022)                        | 13                 | modifier les données · modifier les données |
| Ancy-le-Franc                   | 89005      | 89160       | Avallon        | Tonnerrois                              | CC Le Tonnerrois en Bourgogne          | 19,65            | 837 (2022)                        | 43                 | modifier les données · modifier les données |
| Ancy-le-Libre                   | 89006      | 89160       | Avallon        | Tonnerrois                              | CC Le Tonnerrois en Bourgogne          | 21,65            | 141 (2022)                        | 6,5                | modifier les données · modifier les données |
| Andryes                         | 89007      | 89480       | Auxerre        | Vincelles                               | CC de Puisaye-Forterre                 | 29,79            | 445 (2022)                        | 15                 | modifier les données · modifier les données |
| Angely                          | 89008      | 89440       | Avallon        | Chablis                                 | CC du Serein                           | 8,62             | 152 (2022)                        | 18                 | modifier les données · modifier les données |
| Annay-la-Côte                   | 89009      | 89200       | Avallon        | Avallon                                 | CC Avallon - Vézelay - Morvan          | 12,92            | 340 (2022)                        | 26                 | modifier les données · modifier les données |
| Annay-sur-Serein                | 89010      | 89310       | Avallon        | Chablis                                 | CC du Serein                           | 27,00            | 203 (2022)                        | 7,5                | modifier les données · modifier les données |
| Annéot                          | 89011      | 89200       | Avallon        | Avallon                                 | CC Avallon - Vézelay - Morvan          | 6,13             | 115 (2022)                        | 19                 | modifier les données · modifier les données |
| Annoux                          | 89012      | 89440       | Avallon        | Chablis                                 | CC du Serein                           | 8,97             | 84 (2022)                         | 9,4                | modifier les données · modifier les données |
| Appoigny                        | 89013      | 89380       | Auxerre        | Auxerre-2                               | CA de l'Auxerrois                      | 22,09            | 3 133 (2022)                      | 142                | modifier les données · modifier les données |
| Arces-Dilo                      | 89014      | 89320       | Sens           | Brienon-sur-Armançon                    | CC de la Vanne et du Pays d'Othe       | 27,02            | 612 (2022)                        | 23                 | modifier les données · modifier les données |
| Arcy-sur-Cure                   | 89015      | 89270       | Avallon        | Joux-la-Ville                           | CC Avallon - Vézelay - Morvan          | 26,33            | 482 (2022)                        | 18                 | modifier les données · modifier les données |
| Argentenay                      | 89016      | 89160       | Avallon        | Tonnerrois                              | CC Le Tonnerrois en Bourgogne          | 5,07             | 79 (2022)                         | 16                 | modifier les données · modifier les données |
| Argenteuil-sur-Armançon         | 89017      | 89160       | Avallon        | Tonnerrois                              | CC Le Tonnerrois en Bourgogne          | 30,51            | 224 (2022)                        | 7,3                | modifier les données · modifier les données |
| Armeau                          | 89018      | 89500       | Sens           | Villeneuve-sur-Yonne                    | CA du Grand Sénonais                   | 10,31            | 759 (2022)                        | 74                 | modifier les données · modifier les données |
| Arthonnay                       | 89019      | 89740       | Avallon        | Tonnerrois                              | CC Le Tonnerrois en Bourgogne          | 25,50            | 150 (2022)                        | 5,9                | modifier les données · modifier les données |
| Asnières-sous-Bois              | 89020      | 89660       | Avallon        | Joux-la-Ville                           | CC Avallon - Vézelay - Morvan          | 17,95            | 114 (2022)                        | 6,4                | modifier les données · modifier les données |
| Asquins                         | 89021      | 89450       | Avallon        | Joux-la-Ville                           | CC Avallon - Vézelay - Morvan          | 21,60            | 297 (2022)                        | 14                 | modifier les données · modifier les données |
| Athie                           | 89022      | 89440       | Avallon        | Avallon                                 | CC Avallon - Vézelay - Morvan          | 4,90             | 134 (2022)                        | 27                 | modifier les données · modifier les données |
| Augy                            | 89023      | 89290       | Auxerre        | Auxerre-3                               | CA de l'Auxerrois                      | 5,05             | 963 (2022)                        | 191                | modifier les données · modifier les données |
| Avallon                         | 89025      | 89200       | Avallon        | Avallon                                 | CC Avallon - Vézelay - Morvan          | 26,75            | 6 346 (2022)                      | 237                | modifier les données · modifier les données |
| Bagneaux                        | 89027      | 89190       | Sens           | Brienon-sur-Armançon                    | CC de la Vanne et du Pays d'Othe       | 16,24            | 201 (2022)                        | 12                 | modifier les données · modifier les données |
| Baon                            | 89028      | 89430       | Avallon        | Tonnerrois                              | CC Le Tonnerrois en Bourgogne          | 8,57             | 62 (2022)                         | 7,2                | modifier les données · modifier les données |
| Bassou                          | 89029      | 89400       | Auxerre        | Migennes                                | CC de l'Agglomération Migennoise       | 4,08             | 875 (2022)                        | 214                | modifier les données · modifier les données |
| Bazarnes                        | 89030      | 89460       | Auxerre        | Joux-la-Ville                           | CC Chablis Villages et Terroirs        | 19,39            | 414 (2022)                        | 21                 | modifier les données · modifier les données |
| Beaumont                        | 89031      | 89250       | Auxerre        | Saint-Florentin                         | CC Serein et Armance                   | 6,55             | 620 (2022)                        | 95                 | modifier les données · modifier les données |
| Beauvilliers                    | 89032      | 89630       | Avallon        | Avallon                                 | CC Avallon - Vézelay - Morvan          | 6,21             | 71 (2022)                         | 11                 | modifier les données · modifier les données |
| Beauvoir                        | 89033      | 89240       | Auxerre        | Cœur de Puisaye                         | CC de Puisaye-Forterre                 | 6,72             | 394 (2022)                        | 59                 | modifier les données · modifier les données |
| Beine                           | 89034      | 89800       | Auxerre        | Chablis                                 | CC Chablis Villages et Terroirs        | 21,57            | 444 (2022)                        | 21                 | modifier les données · modifier les données |
| Bellechaume                     | 89035      | 89210       | Auxerre        | Brienon-sur-Armançon                    | CC Serein et Armance                   | 24,51            | 437 (2022)                        | 18                 | modifier les données · modifier les données |
| La Belliole                     | 89036      | 89150       | Sens           | Gâtinais en Bourgogne                   | CC du Gâtinais en Bourgogne            | 8,49             | 220 (2022)                        | 26                 | modifier les données · modifier les données |
| Béon                            | 89037      | 89410       | Sens           | Joigny                                  | CC du Jovinien                         | 15,41            | 524 (2022)                        | 34                 | modifier les données · modifier les données |
| Bernouil                        | 89038      | 89360       | Avallon        | Tonnerrois                              | CC Le Tonnerrois en Bourgogne          | 4,55             | 116 (2022)                        | 25                 | modifier les données · modifier les données |
| Béru                            | 89039      | 89700       | Auxerre        | Chablis                                 | CC Chablis Villages et Terroirs        | 5,17             | 75 (2022)                         | 15                 | modifier les données · modifier les données |
| Bessy-sur-Cure                  | 89040      | 89270       | Auxerre        | Joux-la-Ville                           | CC Chablis Villages et Terroirs        | 10,53            | 185 (2022)                        | 18                 | modifier les données · modifier les données |
| Beugnon                         | 89041      | 89570       | Auxerre        | Saint-Florentin                         | CC Serein et Armance                   | 7,70             | 286 (2022)                        | 37                 | modifier les données · modifier les données |
| Bierry-les-Belles-Fontaines     | 89042      | 89420       | Avallon        | Chablis                                 | CC du Serein                           | 26,90            | 154 (2022)                        | 5,7                | modifier les données · modifier les données |
| Blacy                           | 89043      | 89440       | Avallon        | Chablis                                 | CC du Serein                           | 9,06             | 99 (2022)                         | 11                 | modifier les données · modifier les données |
| Blannay                         | 89044      | 89200       | Avallon        | Joux-la-Ville                           | CC Avallon - Vézelay - Morvan          | 7,26             | 100 (2022)                        | 14                 | modifier les données · modifier les données |
| Bleigny-le-Carreau              | 89045      | 89230       | Auxerre        | Auxerre-3                               | CA de l'Auxerrois                      | 10,29            | 282 (2022)                        | 27                 | modifier les données · modifier les données |
| Bléneau                         | 89046      | 89220       | Auxerre        | Cœur de Puisaye                         | CC de Puisaye-Forterre                 | 39,41            | 1 146 (2022)                      | 29                 | modifier les données · modifier les données |
| Bœurs-en-Othe                   | 89048      | 89770       | Sens           | Brienon-sur-Armançon                    | CC de la Vanne et du Pays d'Othe       | 22,30            | 337 (2022)                        | 15                 | modifier les données · modifier les données |
| Bois-d'Arcy                     | 89049      | 89660       | Avallon        | Joux-la-Ville                           | CC Avallon - Vézelay - Morvan          | 3,48             | 23 (2022)                         | 6,6                | modifier les données · modifier les données |
| Bonnard                         | 89050      | 89400       | Auxerre        | Migennes                                | CC de l'Agglomération Migennoise       | 4,02             | 907 (2022)                        | 226                | modifier les données · modifier les données |
| Les Bordes                      | 89051      | 89500       | Sens           | Villeneuve-sur-Yonne                    | CA du Grand Sénonais                   | 18,68            | 553 (2022)                        | 30                 | modifier les données · modifier les données |
| Branches                        | 89053      | 89113       | Auxerre        | Auxerre-2                               | CA de l'Auxerrois                      | 10,99            | 435 (2022)                        | 40                 | modifier les données · modifier les données |
| Brannay                         | 89054      | 89150       | Sens           | Gâtinais en Bourgogne                   | CC du Gâtinais en Bourgogne            | 10,81            | 778 (2022)                        | 72                 | modifier les données · modifier les données |
| Brienon-sur-Armançon            | 89055      | 89210       | Auxerre        | Brienon-sur-Armançon                    | CC Serein et Armance                   | 25,87            | 3 060 (2022)                      | 118                | modifier les données · modifier les données |
| Brion                           | 89056      | 89400       | Sens           | Migennes                                | CC du Jovinien                         | 16,50            | 614 (2022)                        | 37                 | modifier les données · modifier les données |
| Brosses                         | 89057      | 89660       | Avallon        | Joux-la-Ville                           | CC Avallon - Vézelay - Morvan          | 19,97            | 278 (2022)                        | 14                 | modifier les données · modifier les données |
| Bussières                       | 89058      | 89630       | Avallon        | Avallon                                 | CC Avallon - Vézelay - Morvan          | 11,62            | 114 (2022)                        | 9,8                | modifier les données · modifier les données |
| Bussy-en-Othe                   | 89059      | 89400       | Sens           | Migennes                                | CC du Jovinien                         | 56,50            | 696 (2022)                        | 12                 | modifier les données · modifier les données |
| Bussy-le-Repos                  | 89060      | 89500       | Sens           | Villeneuve-sur-Yonne                    | CC du Gâtinais en Bourgogne            | 23,79            | 455 (2022)                        | 19                 | modifier les données · modifier les données |
| Butteaux                        | 89061      | 89360       | Auxerre        | Saint-Florentin                         | CC Serein et Armance                   | 7,55             | 255 (2022)                        | 34                 | modifier les données · modifier les données |
| Carisey                         | 89062      | 89360       | Auxerre        | Chablis                                 | CC Chablis Villages et Terroirs        | 11,29            | 375 (2022)                        | 33                 | modifier les données · modifier les données |
| La Celle-Saint-Cyr              | 89063      | 89116       | Sens           | Joigny                                  | CC du Jovinien                         | 18,57            | 842 (2022)                        | 45                 | modifier les données · modifier les données |
| Censy                           | 89064      | 89310       | Avallon        | Chablis                                 | CC du Serein                           | 4,86             | 54 (2022)                         | 11                 | modifier les données · modifier les données |
| Cérilly                         | 89065      | 89320       | Sens           | Brienon-sur-Armançon                    | CC de la Vanne et du Pays d'Othe       | 7,29             | 50 (2022)                         | 6,9                | modifier les données · modifier les données |
| Cerisiers                       | 89066      | 89320       | Sens           | Brienon-sur-Armançon                    | CC de la Vanne et du Pays d'Othe       | 25,78            | 1 002 (2022)                      | 39                 | modifier les données · modifier les données |
| Cézy                            | 89067      | 89410       | Sens           | Joigny                                  | CC du Jovinien                         | 16,02            | 1 081 (2022)                      | 67                 | modifier les données · modifier les données |
| Chablis                         | 89068      | 89800       | Auxerre        | Chablis                                 | CC Chablis Villages et Terroirs        | 38,83            | 2 151 (2022)                      | 55                 | modifier les données · modifier les données |
| Chailley                        | 89069      | 89770       | Auxerre        | Saint-Florentin                         | CC Serein et Armance                   | 16,51            | 525 (2022)                        | 32                 | modifier les données · modifier les données |
| Chamoux                         | 89071      | 89660       | Avallon        | Joux-la-Ville                           | CC Avallon - Vézelay - Morvan          | 6,93             | 95 (2022)                         | 14                 | modifier les données · modifier les données |
| Champcevrais                    | 89072      | 89220       | Auxerre        | Cœur de Puisaye                         | CC de Puisaye-Forterre                 | 32,73            | 311 (2022)                        | 9,5                | modifier les données · modifier les données |
| Champignelles                   | 89073      | 89350       | Auxerre        | Cœur de Puisaye                         | CC de Puisaye-Forterre                 | 53,29            | 896 (2022)                        | 17                 | modifier les données · modifier les données |
| Champigny                       | 89074      | 89340       | Sens           | Pont-sur-Yonne                          | CC Yonne Nord                          | 21,28            | 2 127 (2022)                      | 100                | modifier les données · modifier les données |
| Champlay                        | 89075      | 89300       | Sens           | Joigny                                  | CC du Jovinien                         | 21,08            | 757 (2022)                        | 36                 | modifier les données · modifier les données |
| Champlost                       | 89076      | 89210       | Auxerre        | Brienon-sur-Armançon                    | CC Serein et Armance                   | 22,94            | 779 (2022)                        | 34                 | modifier les données · modifier les données |
| Champs-sur-Yonne                | 89077      | 89290       | Auxerre        | Auxerre-3                               | CA de l'Auxerrois                      | 4,39             | 1 534 (2022)                      | 349                | modifier les données · modifier les données |
| Chamvres                        | 89079      | 89300       | Sens           | Charny Orée de Puisaye                  | CC du Jovinien                         | 5,58             | 656 (2022)                        | 118                | modifier les données · modifier les données |
| La Chapelle-sur-Oreuse          | 89080      | 89260       | Sens           | Thorigny-sur-Oreuse                     | CC Yonne Nord                          | 17,92            | 668 (2022)                        | 37                 | modifier les données · modifier les données |
| La Chapelle-Vaupelteigne        | 89081      | 89800       | Auxerre        | Chablis                                 | CC Chablis Villages et Terroirs        | 5,04             | 92 (2022)                         | 18                 | modifier les données · modifier les données |
| Charbuy                         | 89083      | 89113       | Auxerre        | Auxerre-2                               | CA de l'Auxerrois                      | 23,40            | 1 870 (2022)                      | 80                 | modifier les données · modifier les données |
| Charentenay                     | 89084      | 89580       | Auxerre        | Vincelles                               | CC de Puisaye-Forterre                 | 14,64            | 286 (2022)                        | 20                 | modifier les données · modifier les données |
| Charmoy                         | 89085      | 89400       | Auxerre        | Migennes                                | CC de l'Agglomération Migennoise       | 7,02             | 1 108 (2022)                      | 158                | modifier les données · modifier les données |
| Charny Orée de Puisaye          | 89086      | 89120       | Auxerre        | Charny Orée de Puisaye                  | CC de Puisaye-Forterre                 | 230,40           | 4 854 (2022)                      | 21                 | modifier les données · modifier les données |
| Chassignelles                   | 89087      | 89160       | Avallon        | Tonnerrois                              | CC Le Tonnerrois en Bourgogne          | 13,00            | 300 (2022)                        | 23                 | modifier les données · modifier les données |
| Chassy                          | 89088      | 89110       | Auxerre        | Charny Orée de Puisaye                  | CC de l'Aillantais                     | 16,45            | 475 (2022)                        | 29                 | modifier les données · modifier les données |
| Chastellux-sur-Cure             | 89089      | 89630       | Avallon        | Avallon                                 | CC Avallon - Vézelay - Morvan          | 10,55            | 131 (2022)                        | 12                 | modifier les données · modifier les données |
| Châtel-Censoir                  | 89091      | 89660       | Avallon        | Joux-la-Ville                           | CC Avallon - Vézelay - Morvan          | 24,62            | 565 (2022)                        | 23                 | modifier les données · modifier les données |
| Châtel-Gérard                   | 89092      | 89310       | Avallon        | Chablis                                 | CC du Serein                           | 30,67            | 199 (2022)                        | 6,5                | modifier les données · modifier les données |
| Chaumont                        | 89093      | 89340       | Sens           | Pont-sur-Yonne                          | CC Yonne Nord                          | 8,64             | 659 (2022)                        | 76                 | modifier les données · modifier les données |
| Chaumot                         | 89094      | 89500       | Sens           | Villeneuve-sur-Yonne                    | CC du Gâtinais en Bourgogne            | 14,86            | 701 (2022)                        | 47                 | modifier les données · modifier les données |
| Chemilly-sur-Serein             | 89095      | 89800       | Auxerre        | Chablis                                 | CC Chablis Villages et Terroirs        | 13,00            | 134 (2022)                        | 10                 | modifier les données · modifier les données |
| Chemilly-sur-Yonne              | 89096      | 89250       | Auxerre        | Saint-Florentin                         | CC Serein et Armance                   | 5,72             | 895 (2022)                        | 156                | modifier les données · modifier les données |
| Cheney                          | 89098      | 89700       | Avallon        | Tonnerrois                              | CC Le Tonnerrois en Bourgogne          | 5,95             | 234 (2022)                        | 39                 | modifier les données · modifier les données |
| Cheny                           | 89099      | 89400       | Auxerre        | Migennes                                | CC de l'Agglomération Migennoise       | 9,72             | 2 231 (2022)                      | 230                | modifier les données · modifier les données |
| Chéroy                          | 89100      | 89690       | Sens           | Gâtinais en Bourgogne                   | CC du Gâtinais en Bourgogne            | 10,52            | 1 763 (2022)                      | 168                | modifier les données · modifier les données |
| Chéu                            | 89101      | 89600       | Auxerre        | Saint-Florentin                         | CC Serein et Armance                   | 7,61             | 532 (2022)                        | 70                 | modifier les données · modifier les données |
| Chevannes                       | 89102      | 89240       | Auxerre        | Auxerre-4                               | CA de l'Auxerrois                      | 23,54            | 2 145 (2022)                      | 91                 | modifier les données · modifier les données |
| Chichée                         | 89104      | 89800       | Auxerre        | Chablis                                 | CC Chablis Villages et Terroirs        | 18,78            | 299 (2022)                        | 16                 | modifier les données · modifier les données |
| Chichery                        | 89105      | 89400       | Auxerre        | Migennes                                | CC de l'Agglomération Migennoise       | 6,78             | 434 (2022)                        | 64                 | modifier les données · modifier les données |
| Chitry                          | 89108      | 89530       | Auxerre        | Chablis                                 | CA de l'Auxerrois                      | 15,20            | 348 (2022)                        | 23                 | modifier les données · modifier les données |
| Les Clérimois                   | 89111      | 89190       | Sens           | Brienon-sur-Armançon                    | CC de la Vanne et du Pays d'Othe       | 12,61            | 298 (2022)                        | 24                 | modifier les données · modifier les données |
| Collan                          | 89112      | 89700       | Avallon        | Tonnerrois                              | CC Le Tonnerrois en Bourgogne          | 13,16            | 156 (2022)                        | 12                 | modifier les données · modifier les données |
| Collemiers                      | 89113      | 89100       | Sens           | Gâtinais en Bourgogne                   | CA du Grand Sénonais                   | 10,70            | 661 (2022)                        | 62                 | modifier les données · modifier les données |
| Compigny                        | 89115      | 89140       | Sens           | Thorigny-sur-Oreuse                     | CC Yonne Nord                          | 7,79             | 182 (2022)                        | 23                 | modifier les données · modifier les données |
| Cornant                         | 89116      | 89500       | Sens           | Gâtinais en Bourgogne                   | CC du Gâtinais en Bourgogne            | 5,06             | 364 (2022)                        | 72                 | modifier les données · modifier les données |
| Coulangeron                     | 89117      | 89580       | Auxerre        | Vincelles                               | CC de Puisaye-Forterre                 | 8,52             | 214 (2022)                        | 25                 | modifier les données · modifier les données |
| Coulanges-la-Vineuse            | 89118      | 89580       | Auxerre        | Vincelles                               | CA de l'Auxerrois                      | 10,59            | 787 (2022)                        | 74                 | modifier les données · modifier les données |
| Coulanges-sur-Yonne             | 89119      | 89480       | Auxerre        | Joux-la-Ville                           | CC Haut Nivernais - Val d'Yonne        | 10,58            | 506 (2022)                        | 48                 | modifier les données · modifier les données |
| Coulours                        | 89120      | 89320       | Sens           | Brienon-sur-Armançon                    | CC de la Vanne et du Pays d'Othe       | 17,40            | 140 (2022)                        | 8,0                | modifier les données · modifier les données |
| Courgenay                       | 89122      | 89190       | Sens           | Brienon-sur-Armançon                    | CC de la Vanne et du Pays d'Othe       | 29,87            | 565 (2022)                        | 19                 | modifier les données · modifier les données |
| Courgis                         | 89123      | 89800       | Auxerre        | Chablis                                 | CC Chablis Villages et Terroirs        | 10,04            | 241 (2022)                        | 24                 | modifier les données · modifier les données |
| Courlon-sur-Yonne               | 89124      | 89140       | Sens           | Thorigny-sur-Oreuse                     | CC Yonne Nord                          | 16,73            | 1 191 (2022)                      | 71                 | modifier les données · modifier les données |
| Courson-les-Carrières           | 89125      | 89560       | Auxerre        | Vincelles                               | CC de Puisaye-Forterre                 | 34,16            | 895 (2022)                        | 26                 | modifier les données · modifier les données |
| Courtoin                        | 89126      | 89150       | Sens           | Gâtinais en Bourgogne                   | CC du Gâtinais en Bourgogne            | 6,15             | 35 (2022)                         | 5,7                | modifier les données · modifier les données |
| Courtois-sur-Yonne              | 89127      | 89100       | Sens           | Pont-sur-Yonne                          | CA du Grand Sénonais                   | 4,29             | 783 (2022)                        | 183                | modifier les données · modifier les données |
| Coutarnoux                      | 89128      | 89440       | Avallon        | Joux-la-Ville                           | CC du Serein                           | 8,68             | 131 (2022)                        | 15                 | modifier les données · modifier les données |
| Crain                           | 89129      | 89480       | Auxerre        | Joux-la-Ville                           | CC Haut Nivernais - Val d'Yonne        | 9,90             | 411 (2022)                        | 42                 | modifier les données · modifier les données |
| Cruzy-le-Châtel                 | 89131      | 89740       | Avallon        | Tonnerrois                              | CC Le Tonnerrois en Bourgogne          | 59,52            | 224 (2022)                        | 3,8                | modifier les données · modifier les données |
| Cry                             | 89132      | 89390       | Avallon        | Tonnerrois                              | CC Le Tonnerrois en Bourgogne          | 11,16            | 159 (2022)                        | 14                 | modifier les données · modifier les données |
| Cudot                           | 89133      | 89116       | Sens           | Joigny                                  | CC du Jovinien                         | 19,11            | 392 (2022)                        | 21                 | modifier les données · modifier les données |
| Cussy-les-Forges                | 89134      | 89420       | Avallon        | Avallon                                 | CC Avallon - Vézelay - Morvan          | 13,62            | 328 (2022)                        | 24                 | modifier les données · modifier les données |
| Cuy                             | 89136      | 89140       | Sens           | Thorigny-sur-Oreuse                     | CC Yonne Nord                          | 6,97             | 863 (2022)                        | 124                | modifier les données · modifier les données |
| Dannemoine                      | 89137      | 89700       | Avallon        | Tonnerrois                              | CC Le Tonnerrois en Bourgogne          | 10,28            | 458 (2022)                        | 45                 | modifier les données · modifier les données |
| Deux Rivières                   | 89130      | 89460       | Auxerre        | Joux-la-Ville                           | CC Chablis Villages et Terroirs        | 31,81            | 1 272 (2022)                      | 40                 | modifier les données · modifier les données |
| Diges                           | 89139      | 89240       | Auxerre        | Cœur de Puisaye                         | CC de Puisaye-Forterre                 | 35,84            | 1 059 (2022)                      | 30                 | modifier les données · modifier les données |
| Dissangis                       | 89141      | 89440       | Avallon        | Joux-la-Ville                           | CC du Serein                           | 7,33             | 119 (2022)                        | 16                 | modifier les données · modifier les données |
| Dixmont                         | 89142      | 89500       | Sens           | Villeneuve-sur-Yonne                    | CA du Grand Sénonais                   | 42,18            | 898 (2022)                        | 21                 | modifier les données · modifier les données |
| Dollot                          | 89143      | 89150       | Sens           | Gâtinais en Bourgogne                   | CC du Gâtinais en Bourgogne            | 15,28            | 326 (2022)                        | 21                 | modifier les données · modifier les données |
| Domats                          | 89144      | 89150       | Sens           | Gâtinais en Bourgogne                   | CC du Gâtinais en Bourgogne            | 24,15            | 795 (2022)                        | 33                 | modifier les données · modifier les données |
| Domecy-sur-Cure                 | 89145      | 89450       | Avallon        | Joux-la-Ville                           | CC Avallon - Vézelay - Morvan          | 20,57            | 406 (2022)                        | 20                 | modifier les données · modifier les données |
| Domecy-sur-le-Vault             | 89146      | 89200       | Avallon        | Avallon                                 | CC Avallon - Vézelay - Morvan          | 6,21             | 85 (2022)                         | 14                 | modifier les données · modifier les données |
| Dracy                           | 89147      | 89130       | Auxerre        | Cœur de Puisaye                         | CC de Puisaye-Forterre                 | 21,86            | 237 (2022)                        | 11                 | modifier les données · modifier les données |
| Druyes-les-Belles-Fontaines     | 89148      | 89560       | Auxerre        | Vincelles                               | CC de Puisaye-Forterre                 | 39,48            | 273 (2022)                        | 6,9                | modifier les données · modifier les données |
| Dyé                             | 89149      | 89360       | Avallon        | Tonnerrois                              | CC Le Tonnerrois en Bourgogne          | 17,00            | 188 (2022)                        | 11                 | modifier les données · modifier les données |
| Égleny                          | 89150      | 89240       | Auxerre        | Cœur de Puisaye                         | CC de Puisaye-Forterre                 | 8,02             | 451 (2022)                        | 56                 | modifier les données · modifier les données |
| Égriselles-le-Bocage            | 89151      | 89500       | Sens           | Gâtinais en Bourgogne                   | CC du Gâtinais en Bourgogne            | 23,69            | 1 387 (2022)                      | 59                 | modifier les données · modifier les données |
| Épineau-les-Voves               | 89152      | 89400       | Auxerre        | Migennes                                | CC de l'Agglomération Migennoise       | 7,05             | 711 (2022)                        | 101                | modifier les données · modifier les données |
| Épineuil                        | 89153      | 89700       | Avallon        | Tonnerrois                              | CC Le Tonnerrois en Bourgogne          | 6,21             | 515 (2022)                        | 83                 | modifier les données · modifier les données |
| Escamps                         | 89154      | 89240       | Auxerre        | Vincelles                               | CA de l'Auxerrois                      | 22,21            | 853 (2022)                        | 38                 | modifier les données · modifier les données |
| Escolives-Sainte-Camille        | 89155      | 89290       | Auxerre        | Vincelles                               | CA de l'Auxerrois                      | 7,52             | 714 (2022)                        | 95                 | modifier les données · modifier les données |
| Esnon                           | 89156      | 89210       | Auxerre        | Brienon-sur-Armançon                    | CC Serein et Armance                   | 12,05            | 386 (2022)                        | 32                 | modifier les données · modifier les données |
| Étais-la-Sauvin                 | 89158      | 89480       | Auxerre        | Vincelles                               | CC de Puisaye-Forterre                 | 44,79            | 629 (2022)                        | 14                 | modifier les données · modifier les données |
| Étaule                          | 89159      | 89200       | Avallon        | Avallon                                 | CC Avallon - Vézelay - Morvan          | 8,89             | 392 (2022)                        | 44                 | modifier les données · modifier les données |
| Étigny                          | 89160      | 89510       | Sens           | Villeneuve-sur-Yonne                    | CA du Grand Sénonais                   | 6,86             | 752 (2022)                        | 110                | modifier les données · modifier les données |
| Étivey                          | 89161      | 89310       | Avallon        | Chablis                                 | CC du Serein                           | 28,02            | 186 (2022)                        | 6,6                | modifier les données · modifier les données |
| Évry                            | 89162      | 89140       | Sens           | Thorigny-sur-Oreuse                     | CC Yonne Nord                          | 4,54             | 398 (2022)                        | 88                 | modifier les données · modifier les données |
| La Ferté-Loupière               | 89163      | 89110       | Auxerre        | Charny Orée de Puisaye                  | CC de l'Aillantais                     | 30,48            | 547 (2022)                        | 18                 | modifier les données · modifier les données |
| Festigny                        | 89164      | 89480       | Auxerre        | Joux-la-Ville                           | CC Haut Nivernais - Val d'Yonne        | 5,56             | 92 (2022)                         | 17                 | modifier les données · modifier les données |
| Flacy                           | 89165      | 89190       | Sens           | Brienon-sur-Armançon                    | CC de la Vanne et du Pays d'Othe       | 12,50            | 122 (2022)                        | 9,8                | modifier les données · modifier les données |
| Fleury-la-Vallée                | 89167      | 89113       | Auxerre        | Charny Orée de Puisaye                  | CC de l'Aillantais                     | 15,06            | 1 019 (2022)                      | 68                 | modifier les données · modifier les données |
| Fleys                           | 89168      | 89800       | Auxerre        | Chablis                                 | CC Chablis Villages et Terroirs        | 8,17             | 175 (2022)                        | 21                 | modifier les données · modifier les données |
| Flogny-la-Chapelle              | 89169      | 89360       | Avallon        | Tonnerrois                              | CC Le Tonnerrois en Bourgogne          | 23,75            | 947 (2022)                        | 40                 | modifier les données · modifier les données |
| Foissy-lès-Vézelay              | 89170      | 89450       | Avallon        | Joux-la-Ville                           | CC Avallon - Vézelay - Morvan          | 5,53             | 115 (2022)                        | 21                 | modifier les données · modifier les données |
| Foissy-sur-Vanne                | 89171      | 89190       | Sens           | Brienon-sur-Armançon                    | CC de la Vanne et du Pays d'Othe       | 15,75            | 286 (2022)                        | 18                 | modifier les données · modifier les données |
| Fontaine-la-Gaillarde           | 89172      | 89100       | Sens           | Brienon-sur-Armançon                    | CA du Grand Sénonais                   | 10,61            | 518 (2022)                        | 49                 | modifier les données · modifier les données |
| Fontaines                       | 89173      | 89130       | Auxerre        | Cœur de Puisaye                         | CC de Puisaye-Forterre                 | 25,18            | 462 (2022)                        | 18                 | modifier les données · modifier les données |
| Fontenay-près-Chablis           | 89175      | 89800       | Auxerre        | Chablis                                 | CC Chablis Villages et Terroirs        | 5,05             | 136 (2022)                        | 27                 | modifier les données · modifier les données |
| Fontenay-près-Vézelay           | 89176      | 89450       | Avallon        | Joux-la-Ville                           | CC Avallon - Vézelay - Morvan          | 15,48            | 136 (2022)                        | 8,8                | modifier les données · modifier les données |
| Fontenay-sous-Fouronnes         | 89177      | 89660       | Auxerre        | Joux-la-Ville                           | CC de Puisaye-Forterre                 | 12,34            | 81 (2022)                         | 6,6                | modifier les données · modifier les données |
| Fontenoy                        | 89179      | 89520       | Auxerre        | Vincelles                               | CC de Puisaye-Forterre                 | 15,90            | 293 (2022)                        | 18                 | modifier les données · modifier les données |
| Fouchères                       | 89180      | 89150       | Sens           | Gâtinais en Bourgogne                   | CC du Gâtinais en Bourgogne            | 14,72            | 460 (2022)                        | 31                 | modifier les données · modifier les données |
| Fournaudin                      | 89181      | 89320       | Sens           | Brienon-sur-Armançon                    | CC de la Vanne et du Pays d'Othe       | 9,16             | 130 (2022)                        | 14                 | modifier les données · modifier les données |
| Fouronnes                       | 89182      | 89560       | Auxerre        | Vincelles                               | CC de Puisaye-Forterre                 | 17,79            | 182 (2022)                        | 10                 | modifier les données · modifier les données |
| Fresnes                         | 89183      | 89310       | Avallon        | Chablis                                 | CC du Serein                           | 4,97             | 62 (2022)                         | 12                 | modifier les données · modifier les données |
| Fulvy                           | 89184      | 89160       | Avallon        | Tonnerrois                              | CC Le Tonnerrois en Bourgogne          | 3,81             | 129 (2022)                        | 34                 | modifier les données · modifier les données |
| Germigny                        | 89186      | 89600       | Auxerre        | Saint-Florentin                         | CC Serein et Armance                   | 11,87            | 531 (2022)                        | 45                 | modifier les données · modifier les données |
| Gigny                           | 89187      | 89160       | Avallon        | Tonnerrois                              | CC Le Tonnerrois en Bourgogne          | 10,77            | 83 (2022)                         | 7,7                | modifier les données · modifier les données |
| Girolles                        | 89188      | 89200       | Avallon        | Avallon                                 | CC Avallon - Vézelay - Morvan          | 16,35            | 189 (2022)                        | 12                 | modifier les données · modifier les données |
| Gisy-les-Nobles                 | 89189      | 89140       | Sens           | Thorigny-sur-Oreuse                     | CC Yonne Nord                          | 10,91            | 556 (2022)                        | 51                 | modifier les données · modifier les données |
| Givry                           | 89190      | 89200       | Avallon        | Joux-la-Ville                           | CC Avallon - Vézelay - Morvan          | 8,43             | 178 (2022)                        | 21                 | modifier les données · modifier les données |
| Gland                           | 89191      | 89740       | Avallon        | Tonnerrois                              | CC Le Tonnerrois en Bourgogne          | 16,67            | 41 (2022)                         | 2,5                | modifier les données · modifier les données |
| Grimault                        | 89194      | 89310       | Avallon        | Chablis                                 | CC du Serein                           | 23,77            | 111 (2022)                        | 4,7                | modifier les données · modifier les données |
| Gron                            | 89195      | 89100       | Sens           | Sens-2                                  | CA du Grand Sénonais                   | 11,73            | 1 260 (2022)                      | 107                | modifier les données · modifier les données |
| Guillon-Terre-Plaine            | 89197      | 89420       | Avallon        | Chablis                                 | CC du Serein                           | 48,49            | 712 (2022)                        | 15                 | modifier les données · modifier les données |
| Gurgy                           | 89198      | 89250       | Auxerre        | Auxerre-2                               | CA de l'Auxerrois                      | 13,12            | 1 724 (2022)                      | 131                | modifier les données · modifier les données |
| Gy-l'Évêque                     | 89199      | 89580       | Auxerre        | Vincelles                               | CA de l'Auxerrois                      | 15,02            | 446 (2022)                        | 30                 | modifier les données · modifier les données |
| Hauterive                       | 89200      | 89250       | Auxerre        | Saint-Florentin                         | CC Serein et Armance                   | 9,56             | 393 (2022)                        | 41                 | modifier les données · modifier les données |
| Les Hauts de Forterre           | 89405      | 89560       | Auxerre        | Vincelles                               | CC de Puisaye-Forterre                 | 33,07            | 481 (2022)                        | 15                 | modifier les données · modifier les données |
| Héry                            | 89201      | 89550       | Auxerre        | Saint-Florentin                         | CC Serein et Armance                   | 21,19            | 1 789 (2022)                      | 84                 | modifier les données · modifier les données |
| Irancy                          | 89202      | 89290       | Auxerre        | Vincelles                               | CA de l'Auxerrois                      | 11,98            | 243 (2022)                        | 20                 | modifier les données · modifier les données |
| Island                          | 89203      | 89200       | Avallon        | Avallon                                 | CC Avallon - Vézelay - Morvan          | 20,64            | 188 (2022)                        | 9,1                | modifier les données · modifier les données |
| L'Isle-sur-Serein               | 89204      | 89440       | Avallon        | Chablis                                 | CC du Serein                           | 4,44             | 664 (2022)                        | 150                | modifier les données · modifier les données |
| Jaulges                         | 89205      | 89360       | Auxerre        | Saint-Florentin                         | CC Serein et Armance                   | 12,35            | 431 (2022)                        | 35                 | modifier les données · modifier les données |
| Joigny                          | 89206      | 89300       | Sens           | Joigny                                  | CC du Jovinien                         | 46,67            | 9 055 (2022)                      | 194                | modifier les données · modifier les données |
| Jouancy                         | 89207      | 89310       | Avallon        | Chablis                                 | CC du Serein                           | 5,94             | 28 (2022)                         | 4,7                | modifier les données · modifier les données |
| Joux-la-Ville                   | 89208      | 89440       | Avallon        | Joux-la-Ville                           | CC du Serein                           | 43,81            | 1 164 (2022)                      | 27                 | modifier les données · modifier les données |
| Jouy                            | 89209      | 89150       | Sens           | Gâtinais en Bourgogne                   | CC du Gâtinais en Bourgogne            | 17,60            | 519 (2022)                        | 29                 | modifier les données · modifier les données |
| Jully                           | 89210      | 89160       | Avallon        | Tonnerrois                              | CC Le Tonnerrois en Bourgogne          | 19,76            | 123 (2022)                        | 6,2                | modifier les données · modifier les données |
| Junay                           | 89211      | 89700       | Avallon        | Tonnerrois                              | CC Le Tonnerrois en Bourgogne          | 3,63             | 64 (2022)                         | 18                 | modifier les données · modifier les données |
| Jussy                           | 89212      | 89290       | Auxerre        | Vincelles                               | CA de l'Auxerrois                      | 7,28             | 355 (2022)                        | 49                 | modifier les données · modifier les données |
| Lailly                          | 89214      | 89190       | Sens           | Brienon-sur-Armançon                    | CC de la Vanne et du Pays d'Othe       | 22,48            | 202 (2022)                        | 9,0                | modifier les données · modifier les données |
| Lain                            | 89215      | 89560       | Auxerre        | Vincelles                               | CC de Puisaye-Forterre                 | 10,18            | 178 (2022)                        | 17                 | modifier les données · modifier les données |
| Lainsecq                        | 89216      | 89520       | Auxerre        | Vincelles                               | CC de Puisaye-Forterre                 | 25,00            | 324 (2022)                        | 13                 | modifier les données · modifier les données |
| Lalande                         | 89217      | 89130       | Auxerre        | Cœur de Puisaye                         | CC de Puisaye-Forterre                 | 10,13            | 133 (2022)                        | 13                 | modifier les données · modifier les données |
| Laroche-Saint-Cydroine          | 89218      | 89400       | Auxerre        | Migennes                                | CC de l'Agglomération Migennoise       | 8,95             | 1 209 (2022)                      | 135                | modifier les données · modifier les données |
| Lasson                          | 89219      | 89570       | Auxerre        | Saint-Florentin                         | CC Serein et Armance                   | 7,07             | 142 (2022)                        | 20                 | modifier les données · modifier les données |
| Lavau                           | 89220      | 89170       | Auxerre        | Cœur de Puisaye                         | CC de Puisaye-Forterre                 | 55,06            | 391 (2022)                        | 7,1                | modifier les données · modifier les données |
| Leugny                          | 89221      | 89130       | Auxerre        | Cœur de Puisaye                         | CC de Puisaye-Forterre                 | 13,34            | 317 (2022)                        | 24                 | modifier les données · modifier les données |
| Levis                           | 89222      | 89520       | Auxerre        | Vincelles                               | CC de Puisaye-Forterre                 | 12,08            | 222 (2022)                        | 18                 | modifier les données · modifier les données |
| Lézinnes                        | 89223      | 89160       | Avallon        | Tonnerrois                              | CC Le Tonnerrois en Bourgogne          | 15,96            | 664 (2022)                        | 42                 | modifier les données · modifier les données |
| Lichères-près-Aigremont         | 89224      | 89800       | Auxerre        | Chablis                                 | CC Chablis Villages et Terroirs        | 16,37            | 156 (2022)                        | 9,5                | modifier les données · modifier les données |
| Lichères-sur-Yonne              | 89225      | 89660       | Avallon        | Joux-la-Ville                           | CC Avallon - Vézelay - Morvan          | 14,31            | 41 (2022)                         | 2,9                | modifier les données · modifier les données |
| Lignorelles                     | 89226      | 89800       | Auxerre        | Chablis                                 | CC Chablis Villages et Terroirs        | 11,55            | 186 (2022)                        | 16                 | modifier les données · modifier les données |
| Ligny-le-Châtel                 | 89227      | 89144       | Auxerre        | Chablis                                 | CC Chablis Villages et Terroirs        | 27,48            | 1 211 (2022)                      | 44                 | modifier les données · modifier les données |
| Lindry                          | 89228      | 89240       | Auxerre        | Auxerre-1                               | CA de l'Auxerrois                      | 15,23            | 1 334 (2022)                      | 88                 | modifier les données · modifier les données |
| Lixy                            | 89229      | 89140       | Sens           | Gâtinais en Bourgogne                   | CC du Gâtinais en Bourgogne            | 12,02            | 489 (2022)                        | 41                 | modifier les données · modifier les données |
| Looze                           | 89230      | 89300       | Sens           | Joigny                                  | CC du Jovinien                         | 6,36             | 438 (2022)                        | 69                 | modifier les données · modifier les données |
| Lucy-le-Bois                    | 89232      | 89200       | Avallon        | Avallon                                 | CC Avallon - Vézelay - Morvan          | 10,59            | 322 (2022)                        | 30                 | modifier les données · modifier les données |
| Lucy-sur-Cure                   | 89233      | 89270       | Auxerre        | Joux-la-Ville                           | CC Chablis Villages et Terroirs        | 10,58            | 206 (2022)                        | 19                 | modifier les données · modifier les données |
| Lucy-sur-Yonne                  | 89234      | 89480       | Auxerre        | Joux-la-Ville                           | CC Haut Nivernais - Val d'Yonne        | 8,19             | 119 (2022)                        | 15                 | modifier les données · modifier les données |
| Magny                           | 89235      | 89200       | Avallon        | Avallon                                 | CC Avallon - Vézelay - Morvan          | 30,75            | 872 (2022)                        | 28                 | modifier les données · modifier les données |
| Maillot                         | 89236      | 89100       | Sens           | Sens-2                                  | CA du Grand Sénonais                   | 6,17             | 1 271 (2022)                      | 206                | modifier les données · modifier les données |
| Mailly-la-Ville                 | 89237      | 89270       | Auxerre        | Joux-la-Ville                           | CC Chablis Villages et Terroirs        | 23,79            | 494 (2022)                        | 21                 | modifier les données · modifier les données |
| Mailly-le-Château               | 89238      | 89660       | Auxerre        | Joux-la-Ville                           | CC Chablis Villages et Terroirs        | 37,28            | 523 (2022)                        | 14                 | modifier les données · modifier les données |
| Malay-le-Grand                  | 89239      | 89100       | Sens           | Sens-2                                  | CA du Grand Sénonais                   | 21,80            | 1 635 (2022)                      | 75                 | modifier les données · modifier les données |
| Malay-le-Petit                  | 89240      | 89100       | Sens           | Brienon-sur-Armançon                    | CA du Grand Sénonais                   | 11,04            | 310 (2022)                        | 28                 | modifier les données · modifier les données |
| Maligny                         | 89242      | 89800       | Auxerre        | Chablis                                 | CC Chablis Villages et Terroirs        | 22,28            | 780 (2022)                        | 35                 | modifier les données · modifier les données |
| Marmeaux                        | 89244      | 89420       | Avallon        | Chablis                                 | CC du Serein                           | 10,76            | 84 (2022)                         | 7,8                | modifier les données · modifier les données |
| Marsangy                        | 89245      | 89500       | Sens           | Villeneuve-sur-Yonne                    | CA du Grand Sénonais                   | 14,68            | 858 (2022)                        | 58                 | modifier les données · modifier les données |
| Massangis                       | 89246      | 89440       | Avallon        | Chablis                                 | CC du Serein                           | 43,35            | 337 (2022)                        | 7,8                | modifier les données · modifier les données |
| Mélisey                         | 89247      | 89430       | Avallon        | Tonnerrois                              | CC Le Tonnerrois en Bourgogne          | 22,17            | 225 (2022)                        | 10                 | modifier les données · modifier les données |
| Menades                         | 89248      | 89450       | Avallon        | Avallon                                 | CC Avallon - Vézelay - Morvan          | 5,70             | 37 (2022)                         | 6,5                | modifier les données · modifier les données |
| Mercy                           | 89249      | 89210       | Auxerre        | Brienon-sur-Armançon                    | CC Serein et Armance                   | 2,66             | 77 (2022)                         | 29                 | modifier les données · modifier les données |
| Méré                            | 89250      | 89144       | Auxerre        | Chablis                                 | CC Chablis Villages et Terroirs        | 11,86            | 168 (2022)                        | 14                 | modifier les données · modifier les données |
| Merry-la-Vallée                 | 89251      | 89110       | Auxerre        | Charny Orée de Puisaye                  | CC de l'Aillantais                     | 18,31            | 361 (2022)                        | 20                 | modifier les données · modifier les données |
| Merry-Sec                       | 89252      | 89560       | Auxerre        | Vincelles                               | CC de Puisaye-Forterre                 | 14,17            | 175 (2022)                        | 12                 | modifier les données · modifier les données |
| Merry-sur-Yonne                 | 89253      | 89660       | Avallon        | Joux-la-Ville                           | CC Avallon - Vézelay - Morvan          | 23,66            | 189 (2022)                        | 8,0                | modifier les données · modifier les données |
| Mézilles                        | 89254      | 89130       | Auxerre        | Cœur de Puisaye                         | CC de Puisaye-Forterre                 | 52,42            | 516 (2022)                        | 9,8                | modifier les données · modifier les données |
| Michery                         | 89255      | 89140       | Sens           | Thorigny-sur-Oreuse                     | CC Yonne Nord                          | 17,05            | 1 080 (2022)                      | 63                 | modifier les données · modifier les données |
| Migé                            | 89256      | 89580       | Auxerre        | Vincelles                               | CC de Puisaye-Forterre                 | 14,62            | 392 (2022)                        | 27                 | modifier les données · modifier les données |
| Migennes                        | 89257      | 89400       | Auxerre        | Migennes                                | CC de l'Agglomération Migennoise       | 16,58            | 6 878 (2022)                      | 415                | modifier les données · modifier les données |
| Môlay                           | 89259      | 89310       | Avallon        | Chablis                                 | CC du Serein                           | 12,00            | 100 (2022)                        | 8,3                | modifier les données · modifier les données |
| Molinons                        | 89261      | 89190       | Sens           | Brienon-sur-Armançon                    | CC de la Vanne et du Pays d'Othe       | 11,97            | 272 (2022)                        | 23                 | modifier les données · modifier les données |
| Molosmes                        | 89262      | 89700       | Avallon        | Tonnerrois                              | CC Le Tonnerrois en Bourgogne          | 24,51            | 160 (2022)                        | 6,5                | modifier les données · modifier les données |
| Monéteau                        | 89263      | 89470       | Auxerre        | Auxerre-2                               | CA de l'Auxerrois                      | 18,19            | 4 113 (2022)                      | 226                | modifier les données · modifier les données |
| Mont-Saint-Sulpice              | 89268      | 89250       | Auxerre        | Saint-Florentin                         | CC Serein et Armance                   | 19,62            | 783 (2022)                        | 40                 | modifier les données · modifier les données |
| Montacher-Villegardin           | 89264      | 89150       | Sens           | Gâtinais en Bourgogne                   | CC du Gâtinais en Bourgogne            | 29,20            | 719 (2022)                        | 25                 | modifier les données · modifier les données |
| Montholon                       | 89003      | 89110 89710 | Auxerre        | Charny Orée de Puisaye                  | CC de l'Aillantais                     | 50,08            | 2 730 (2022)                      | 55                 | modifier les données · modifier les données |
| Montigny-la-Resle               | 89265      | 89230       | Auxerre        | Chablis                                 | CA de l'Auxerrois                      | 16,19            | 582 (2022)                        | 36                 | modifier les données · modifier les données |
| Montillot                       | 89266      | 89660       | Avallon        | Joux-la-Ville                           | CC Avallon - Vézelay - Morvan          | 22,45            | 251 (2022)                        | 11                 | modifier les données · modifier les données |
| Montréal                        | 89267      | 89420       | Avallon        | Chablis                                 | CC du Serein                           | 7,41             | 166 (2022)                        | 22                 | modifier les données · modifier les données |
| Mouffy                          | 89270      | 89560       | Auxerre        | Vincelles                               | CC de Puisaye-Forterre                 | 4,89             | 133 (2022)                        | 27                 | modifier les données · modifier les données |
| Moulins-en-Tonnerrois           | 89271      | 89310       | Avallon        | Chablis                                 | CC du Serein                           | 15,13            | 108 (2022)                        | 7,1                | modifier les données · modifier les données |
| Moulins-sur-Ouanne              | 89272      | 89130       | Auxerre        | Cœur de Puisaye                         | CC de Puisaye-Forterre                 | 10,19            | 279 (2022)                        | 27                 | modifier les données · modifier les données |
| Moutiers-en-Puisaye             | 89273      | 89520       | Auxerre        | Vincelles                               | CC de Puisaye-Forterre                 | 31,42            | 270 (2022)                        | 8,6                | modifier les données · modifier les données |
| Nailly                          | 89274      | 89100       | Sens           | Gâtinais en Bourgogne                   | CC du Gâtinais en Bourgogne            | 21,61            | 1 329 (2022)                      | 61                 | modifier les données · modifier les données |
| Neuvy-Sautour                   | 89276      | 89570       | Auxerre        | Saint-Florentin                         | CC Serein et Armance                   | 19,06            | 881 (2022)                        | 46                 | modifier les données · modifier les données |
| Nitry                           | 89277      | 89310       | Auxerre        | Chablis                                 | CC Chablis Villages et Terroirs        | 34,70            | 372 (2022)                        | 11                 | modifier les données · modifier les données |
| Noé                             | 89278      | 89320       | Sens           | Brienon-sur-Armançon                    | CA du Grand Sénonais                   | 8,55             | 563 (2022)                        | 66                 | modifier les données · modifier les données |
| Noyers                          | 89279      | 89310       | Avallon        | Chablis                                 | CC du Serein                           | 35,66            | 590 (2022)                        | 17                 | modifier les données · modifier les données |
| Nuits                           | 89280      | 89390       | Avallon        | Tonnerrois                              | CC Le Tonnerrois en Bourgogne          | 11,58            | 372 (2022)                        | 32                 | modifier les données · modifier les données |
| Les Ormes                       | 89281      | 89110       | Auxerre        | Charny Orée de Puisaye                  | CC de l'Aillantais                     | 8,55             | 284 (2022)                        | 33                 | modifier les données · modifier les données |
| Ormoy                           | 89282      | 89400       | Auxerre        | Saint-Florentin                         | CC Serein et Armance                   | 13,33            | 650 (2022)                        | 49                 | modifier les données · modifier les données |
| Ouanne                          | 89283      | 89560       | Auxerre        | Vincelles                               | CC de Puisaye-Forterre                 | 38,20            | 584 (2022)                        | 15                 | modifier les données · modifier les données |
| Pacy-sur-Armançon               | 89284      | 89160       | Avallon        | Tonnerrois                              | CC Le Tonnerrois en Bourgogne          | 13,35            | 180 (2022)                        | 13                 | modifier les données · modifier les données |
| Pailly                          | 89285      | 89140       | Sens           | Thorigny-sur-Oreuse                     | CC Yonne Nord                          | 14,89            | 291 (2022)                        | 20                 | modifier les données · modifier les données |
| Parly                           | 89286      | 89240       | Auxerre        | Cœur de Puisaye                         | CC de Puisaye-Forterre                 | 20,77            | 827 (2022)                        | 40                 | modifier les données · modifier les données |
| Paron                           | 89287      | 89100       | Sens           | Sens-2                                  | CA du Grand Sénonais                   | 10,51            | 4 855 (2022)                      | 462                | modifier les données · modifier les données |
| Paroy-en-Othe                   | 89288      | 89210       | Auxerre        | Brienon-sur-Armançon                    | CC Serein et Armance                   | 5,32             | 154 (2022)                        | 29                 | modifier les données · modifier les données |
| Paroy-sur-Tholon                | 89289      | 89300       | Sens           | Charny Orée de Puisaye                  | CC du Jovinien                         | 4,21             | 297 (2022)                        | 71                 | modifier les données · modifier les données |
| Pasilly                         | 89290      | 89310       | Avallon        | Chablis                                 | CC du Serein                           | 9,99             | 50 (2022)                         | 5,0                | modifier les données · modifier les données |
| Passy                           | 89291      | 89510       | Sens           | Villeneuve-sur-Yonne                    | CA du Grand Sénonais                   | 5,74             | 329 (2022)                        | 57                 | modifier les données · modifier les données |
| Perceneige                      | 89469      | 89260       | Sens           | Thorigny-sur-Oreuse                     | CC Yonne Nord                          | 60,99            | 952 (2022)                        | 16                 | modifier les données · modifier les données |
| Percey                          | 89292      | 89360       | Auxerre        | Saint-Florentin                         | CC Serein et Armance                   | 9,56             | 248 (2022)                        | 26                 | modifier les données · modifier les données |
| Perrigny                        | 89295      | 89000       | Auxerre        | Auxerre-2                               | CA de l'Auxerrois                      | 12,62            | 1 254 (2022)                      | 99                 | modifier les données · modifier les données |
| Perrigny-sur-Armançon           | 89296      | 89390       | Avallon        | Tonnerrois                              | CC Le Tonnerrois en Bourgogne          | 14,04            | 125 (2022)                        | 8,9                | modifier les données · modifier les données |
| Pierre-Perthuis                 | 89297      | 89450       | Avallon        | Joux-la-Ville                           | CC Avallon - Vézelay - Morvan          | 7,34             | 104 (2022)                        | 14                 | modifier les données · modifier les données |
| Piffonds                        | 89298      | 89330       | Sens           | Villeneuve-sur-Yonne                    | CC du Gâtinais en Bourgogne            | 24,55            | 588 (2022)                        | 24                 | modifier les données · modifier les données |
| Pimelles                        | 89299      | 89740       | Avallon        | Tonnerrois                              | CC Le Tonnerrois en Bourgogne          | 9,91             | 62 (2022)                         | 6,3                | modifier les données · modifier les données |
| Pisy                            | 89300      | 89420       | Avallon        | Chablis                                 | CC du Serein                           | 12,08            | 80 (2022)                         | 6,6                | modifier les données · modifier les données |
| Plessis-Saint-Jean              | 89302      | 89140       | Sens           | Thorigny-sur-Oreuse                     | CC Yonne Nord                          | 11,02            | 218 (2022)                        | 20                 | modifier les données · modifier les données |
| Poilly-sur-Serein               | 89303      | 89310       | Auxerre        | Chablis                                 | CC Chablis Villages et Terroirs        | 21,28            | 243 (2022)                        | 11                 | modifier les données · modifier les données |
| Poilly-sur-Tholon               | 89304      | 89110       | Auxerre        | Charny Orée de Puisaye                  | CC de l'Aillantais                     | 19,56            | 670 (2022)                        | 34                 | modifier les données · modifier les données |
| Pont-sur-Vanne                  | 89308      | 89190       | Sens           | Brienon-sur-Armançon                    | CC de la Vanne et du Pays d'Othe       | 10,47            | 205 (2022)                        | 20                 | modifier les données · modifier les données |
| Pont-sur-Yonne                  | 89309      | 89140       | Sens           | Pont-sur-Yonne                          | CC Yonne Nord                          | 13,90            | 3 357 (2022)                      | 242                | modifier les données · modifier les données |
| Pontaubert                      | 89306      | 89200       | Avallon        | Avallon                                 | CC Avallon - Vézelay - Morvan          | 3,91             | 361 (2022)                        | 92                 | modifier les données · modifier les données |
| Pontigny                        | 89307      | 89230       | Auxerre        | Chablis                                 | CC Chablis Villages et Terroirs        | 11,92            | 774 (2022)                        | 65                 | modifier les données · modifier les données |
| La Postolle                     | 89310      | 89260       | Sens           | Brienon-sur-Armançon                    | CC de la Vanne et du Pays d'Othe       | 11,59            | 152 (2022)                        | 13                 | modifier les données · modifier les données |
| Pourrain                        | 89311      | 89240       | Auxerre        | Cœur de Puisaye                         | CC de Puisaye-Forterre                 | 23,84            | 1 284 (2022)                      | 54                 | modifier les données · modifier les données |
| Précy-le-Sec                    | 89312      | 89440       | Avallon        | Joux-la-Ville                           | CC du Serein                           | 15,76            | 238 (2022)                        | 15                 | modifier les données · modifier les données |
| Précy-sur-Vrin                  | 89313      | 89116       | Sens           | Joigny                                  | CC du Jovinien                         | 21,16            | 430 (2022)                        | 20                 | modifier les données · modifier les données |
| Prégilbert                      | 89314      | 89460       | Auxerre        | Joux-la-Ville                           | CC Chablis Villages et Terroirs        | 6,80             | 180 (2022)                        | 26                 | modifier les données · modifier les données |
| Préhy                           | 89315      | 89800       | Auxerre        | Chablis                                 | CC Chablis Villages et Terroirs        | 14,00            | 164 (2022)                        | 12                 | modifier les données · modifier les données |
| Provency                        | 89316      | 89200       | Avallon        | Avallon                                 | CC Avallon - Vézelay - Morvan          | 11,88            | 249 (2022)                        | 21                 | modifier les données · modifier les données |
| Quarré-les-Tombes               | 89318      | 89630       | Avallon        | Avallon                                 | CC Avallon - Vézelay - Morvan          | 46,05            | 621 (2022)                        | 13                 | modifier les données · modifier les données |
| Quenne                          | 89319      | 89290       | Auxerre        | Auxerre-3                               | CA de l'Auxerrois                      | 8,72             | 489 (2022)                        | 56                 | modifier les données · modifier les données |
| Quincerot                       | 89320      | 89740       | Avallon        | Tonnerrois                              | CC Le Tonnerrois en Bourgogne          | 9,91             | 52 (2022)                         | 5,2                | modifier les données · modifier les données |
| Ravières                        | 89321      | 89390       | Avallon        | Tonnerrois                              | CC Le Tonnerrois en Bourgogne          | 21,85            | 727 (2022)                        | 33                 | modifier les données · modifier les données |
| Roffey                          | 89323      | 89700       | Avallon        | Tonnerrois                              | CC Le Tonnerrois en Bourgogne          | 8,55             | 146 (2022)                        | 17                 | modifier les données · modifier les données |
| Rogny-les-Sept-Écluses          | 89324      | 89220       | Auxerre        | Cœur de Puisaye                         | CC de Puisaye-Forterre                 | 32,59            | 699 (2022)                        | 21                 | modifier les données · modifier les données |
| Ronchères                       | 89325      | 89170       | Auxerre        | Cœur de Puisaye                         | CC de Puisaye-Forterre                 | 11,33            | 88 (2022)                         | 7,8                | modifier les données · modifier les données |
| Rosoy                           | 89326      | 89100       | Sens           | Sens-2                                  | CA du Grand Sénonais                   | 5,96             | 1 077 (2022)                      | 181                | modifier les données · modifier les données |
| Rousson                         | 89327      | 89500       | Sens           | Villeneuve-sur-Yonne                    | CA du Grand Sénonais                   | 5,62             | 386 (2022)                        | 69                 | modifier les données · modifier les données |
| Rouvray                         | 89328      | 89230       | Auxerre        | Chablis                                 | CC Chablis Villages et Terroirs        | 7,59             | 368 (2022)                        | 48                 | modifier les données · modifier les données |
| Rugny                           | 89329      | 89430       | Avallon        | Tonnerrois                              | CC Le Tonnerrois en Bourgogne          | 13,89            | 75 (2022)                         | 5,4                | modifier les données · modifier les données |
| Sainpuits                       | 89331      | 89520       | Auxerre        | Vincelles                               | CC de Puisaye-Forterre                 | 22,84            | 290 (2022)                        | 13                 | modifier les données · modifier les données |
| Saint-Agnan                     | 89332      | 89340       | Sens           | Gâtinais en Bourgogne                   | CC du Gâtinais en Bourgogne            | 13,22            | 934 (2022)                        | 71                 | modifier les données · modifier les données |
| Saint-André-en-Terre-Plaine     | 89333      | 89420       | Avallon        | Chablis                                 | CC du Serein                           | 14,26            | 159 (2022)                        | 11                 | modifier les données · modifier les données |
| Saint-Aubin-sur-Yonne           | 89335      | 89300       | Sens           | Joigny                                  | CC du Jovinien                         | 8,87             | 435 (2022)                        | 49                 | modifier les données · modifier les données |
| Saint-Brancher                  | 89336      | 89630       | Avallon        | Avallon                                 | CC Avallon - Vézelay - Morvan          | 22,02            | 277 (2022)                        | 13                 | modifier les données · modifier les données |
| Saint-Bris-le-Vineux            | 89337      | 89530       | Auxerre        | Auxerre-3                               | CA de l'Auxerrois                      | 31,23            | 1 024 (2022)                      | 33                 | modifier les données · modifier les données |
| Saint-Clément                   | 89338      | 89100       | Sens           | Sens-1                                  | CA du Grand Sénonais                   | 8,47             | 2 813 (2022)                      | 332                | modifier les données · modifier les données |
| Saint-Cyr-les-Colons            | 89341      | 89800       | Auxerre        | Chablis                                 | CC Chablis Villages et Terroirs        | 34,77            | 446 (2022)                        | 13                 | modifier les données · modifier les données |
| Saint-Denis-lès-Sens            | 89342      | 89100       | Sens           | Thorigny-sur-Oreuse                     | CA du Grand Sénonais                   | 6,73             | 624 (2022)                        | 93                 | modifier les données · modifier les données |
| Saint-Fargeau                   | 89344      | 89170       | Auxerre        | Cœur de Puisaye                         | CC de Puisaye-Forterre                 | 67,20            | 1 466 (2022)                      | 22                 | modifier les données · modifier les données |
| Saint-Florentin                 | 89345      | 89600       | Auxerre        | Saint-Florentin                         | CC Serein et Armance                   | 28,60            | 4 230 (2022)                      | 148                | modifier les données · modifier les données |
| Saint-Georges-sur-Baulche       | 89346      | 89000       | Auxerre        | Auxerre-1                               | CA de l'Auxerrois                      | 9,60             | 3 176 (2022)                      | 331                | modifier les données · modifier les données |
| Saint-Germain-des-Champs        | 89347      | 89630       | Avallon        | Avallon                                 | CC Avallon - Vézelay - Morvan          | 35,92            | 344 (2022)                        | 9,6                | modifier les données · modifier les données |
| Saint-Julien-du-Sault           | 89348      | 89330       | Sens           | Joigny                                  | CC du Jovinien                         | 23,81            | 2 202 (2022)                      | 92                 | modifier les données · modifier les données |
| Saint-Léger-Vauban              | 89349      | 89630       | Avallon        | Avallon                                 | CC Avallon - Vézelay - Morvan          | 33,81            | 358 (2022)                        | 11                 | modifier les données · modifier les données |
| Saint-Loup-d'Ordon              | 89350      | 89330       | Sens           | Joigny                                  | CC de la Cléry, du Betz et de l'Ouanne | 17,67            | 248 (2022)                        | 14                 | modifier les données · modifier les données |
| Saint-Martin-d'Ordon            | 89353      | 89330       | Sens           | Joigny                                  | CC du Jovinien                         | 10,17            | 420 (2022)                        | 41                 | modifier les données · modifier les données |
| Saint-Martin-des-Champs         | 89352      | 89170       | Auxerre        | Cœur de Puisaye                         | CC de Puisaye-Forterre                 | 34,22            | 259 (2022)                        | 7,6                | modifier les données · modifier les données |
| Saint-Martin-du-Tertre          | 89354      | 89100       | Sens           | Sens-1                                  | CA du Grand Sénonais                   | 6,91             | 1 553 (2022)                      | 225                | modifier les données · modifier les données |
| Saint-Martin-sur-Armançon       | 89355      | 89700       | Avallon        | Tonnerrois                              | CC Le Tonnerrois en Bourgogne          | 14,11            | 141 (2022)                        | 10,0               | modifier les données · modifier les données |
| Saint-Maurice-aux-Riches-Hommes | 89359      | 89190       | Sens           | Brienon-sur-Armançon                    | CC de la Vanne et du Pays d'Othe       | 33,17            | 408 (2022)                        | 12                 | modifier les données · modifier les données |
| Saint-Maurice-le-Vieil          | 89360      | 89110       | Auxerre        | Charny Orée de Puisaye                  | CC de l'Aillantais                     | 4,93             | 372 (2022)                        | 75                 | modifier les données · modifier les données |
| Saint-Maurice-Thizouaille       | 89361      | 89110       | Auxerre        | Charny Orée de Puisaye                  | CC de l'Aillantais                     | 1,95             | 255 (2022)                        | 131                | modifier les données · modifier les données |
| Saint-Moré                      | 89362      | 89270       | Avallon        | Joux-la-Ville                           | CC Avallon - Vézelay - Morvan          | 11,98            | 177 (2022)                        | 15                 | modifier les données · modifier les données |
| Saint-Père                      | 89364      | 89450       | Avallon        | Joux-la-Ville                           | CC Avallon - Vézelay - Morvan          | 15,28            | 287 (2022)                        | 19                 | modifier les données · modifier les données |
| Saint-Privé                     | 89365      | 89220       | Auxerre        | Cœur de Puisaye                         | CC de Puisaye-Forterre                 | 41,41            | 518 (2022)                        | 13                 | modifier les données · modifier les données |
| Saint-Sauveur-en-Puisaye        | 89368      | 89520       | Auxerre        | Vincelles                               | CC de Puisaye-Forterre                 | 30,89            | 907 (2022)                        | 29                 | modifier les données · modifier les données |
| Saint-Sérotin                   | 89369      | 89140       | Sens           | Pont-sur-Yonne                          | CC Yonne Nord                          | 14,10            | 597 (2022)                        | 42                 | modifier les données · modifier les données |
| Saint-Valérien                  | 89370      | 89150       | Sens           | Gâtinais en Bourgogne                   | CC du Gâtinais en Bourgogne            | 22,31            | 1 806 (2022)                      | 81                 | modifier les données · modifier les données |
| Sainte-Colombe                  | 89339      | 89440       | Avallon        | Joux-la-Ville                           | CC du Serein                           | 18,48            | 185 (2022)                        | 10                 | modifier les données · modifier les données |
| Sainte-Magnance                 | 89351      | 89420       | Avallon        | Avallon                                 | CC Avallon - Vézelay - Morvan          | 19,37            | 480 (2022)                        | 25                 | modifier les données · modifier les données |
| Sainte-Pallaye                  | 89363      | 89460       | Auxerre        | Joux-la-Ville                           | CC Chablis Villages et Terroirs        | 4,07             | 98 (2022)                         | 24                 | modifier les données · modifier les données |
| Sainte-Vertu                    | 89371      | 89310       | Avallon        | Chablis                                 | CC du Serein                           | 14,36            | 67 (2022)                         | 4,7                | modifier les données · modifier les données |
| Saints-en-Puisaye               | 89367      | 89520       | Auxerre        | Vincelles                               | CC de Puisaye-Forterre                 | 27,71            | 546 (2022)                        | 20                 | modifier les données · modifier les données |
| Saligny                         | 89373      | 89100       | Sens           | Brienon-sur-Armançon                    | CA du Grand Sénonais                   | 9,99             | 658 (2022)                        | 66                 | modifier les données · modifier les données |
| Sambourg                        | 89374      | 89160       | Avallon        | Tonnerrois                              | CC Le Tonnerrois en Bourgogne          | 12,44            | 65 (2022)                         | 5,2                | modifier les données · modifier les données |
| Santigny                        | 89375      | 89420       | Avallon        | Chablis                                 | CC du Serein                           | 9,35             | 88 (2022)                         | 9,4                | modifier les données · modifier les données |
| Sarry                           | 89376      | 89310       | Avallon        | Chablis                                 | CC du Serein                           | 25,64            | 134 (2022)                        | 5,2                | modifier les données · modifier les données |
| Sauvigny-le-Beuréal             | 89377      | 89420       | Avallon        | Chablis                                 | CC du Serein                           | 4,82             | 67 (2022)                         | 14                 | modifier les données · modifier les données |
| Sauvigny-le-Bois                | 89378      | 89200       | Avallon        | Avallon                                 | CC Avallon - Vézelay - Morvan          | 15,34            | 739 (2022)                        | 48                 | modifier les données · modifier les données |
| Savigny-en-Terre-Plaine         | 89379      | 89420       | Avallon        | Chablis                                 | CC du Serein                           | 8,69             | 139 (2022)                        | 16                 | modifier les données · modifier les données |
| Savigny-sur-Clairis             | 89380      | 89150       | Sens           | Gâtinais en Bourgogne                   | CC du Gâtinais en Bourgogne            | 16,44            | 451 (2022)                        | 27                 | modifier les données · modifier les données |
| Seignelay                       | 89382      | 89250       | Auxerre        | Saint-Florentin                         | CC Serein et Armance                   | 13,47            | 1 460 (2022)                      | 108                | modifier les données · modifier les données |
| Sementron                       | 89383      | 89560       | Auxerre        | Vincelles                               | CC de Puisaye-Forterre                 | 11,70            | 104 (2022)                        | 8,9                | modifier les données · modifier les données |
| Senan                           | 89384      | 89710       | Auxerre        | Charny Orée de Puisaye                  | CC de l'Aillantais                     | 17,54            | 680 (2022)                        | 39                 | modifier les données · modifier les données |
| Sennevoy-le-Bas                 | 89385      | 89160       | Avallon        | Tonnerrois                              | CC Le Tonnerrois en Bourgogne          | 8,69             | 77 (2022)                         | 8,9                | modifier les données · modifier les données |
| Sennevoy-le-Haut                | 89386      | 89160       | Avallon        | Tonnerrois                              | CC Le Tonnerrois en Bourgogne          | 8,84             | 121 (2022)                        | 14                 | modifier les données · modifier les données |
| Sens                            | 89387      | 89100       | Sens           | Sens-1 Sens-2                           | CA du Grand Sénonais                   | 21,90            | 27 275 (2022)                     | 1 245              | modifier les données · modifier les données |
| Sépeaux-Saint Romain            | 89388      | 89116       | Sens           | Charny Orée de Puisaye                  | CC du Jovinien                         | 30,27            | 489 (2022)                        | 16                 | modifier les données · modifier les données |
| Serbonnes                       | 89390      | 89140       | Sens           | Thorigny-sur-Oreuse                     | CC Yonne Nord                          | 9,93             | 693 (2022)                        | 70                 | modifier les données · modifier les données |
| Sergines                        | 89391      | 89140       | Sens           | Thorigny-sur-Oreuse                     | CC Yonne Nord                          | 18,96            | 1 235 (2022)                      | 65                 | modifier les données · modifier les données |
| Sermizelles                     | 89392      | 89200       | Avallon        | Avallon                                 | CC Avallon - Vézelay - Morvan          | 7,01             | 249 (2022)                        | 36                 | modifier les données · modifier les données |
| Serrigny                        | 89393      | 89700       | Avallon        | Tonnerrois                              | CC Le Tonnerrois en Bourgogne          | 7,50             | 115 (2022)                        | 15                 | modifier les données · modifier les données |
| Sery                            | 89394      | 89270       | Auxerre        | Joux-la-Ville                           | CC Chablis Villages et Terroirs        | 4,26             | 76 (2022)                         | 18                 | modifier les données · modifier les données |
| Les Sièges                      | 89395      | 89190       | Sens           | Brienon-sur-Armançon                    | CC de la Vanne et du Pays d'Othe       | 23,59            | 427 (2022)                        | 18                 | modifier les données · modifier les données |
| Sommecaise                      | 89397      | 89110       | Auxerre        | Charny Orée de Puisaye                  | CC de l'Aillantais                     | 15,53            | 387 (2022)                        | 25                 | modifier les données · modifier les données |
| Sormery                         | 89398      | 89570       | Auxerre        | Saint-Florentin                         | CC Serein et Armance                   | 30,56            | 386 (2022)                        | 13                 | modifier les données · modifier les données |
| Soucy                           | 89399      | 89100       | Sens           | Thorigny-sur-Oreuse                     | CA du Grand Sénonais                   | 21,62            | 1 546 (2022)                      | 72                 | modifier les données · modifier les données |
| Sougères-en-Puisaye             | 89400      | 89520       | Auxerre        | Vincelles                               | CC de Puisaye-Forterre                 | 26,50            | 298 (2022)                        | 11                 | modifier les données · modifier les données |
| Soumaintrain                    | 89402      | 89570       | Auxerre        | Saint-Florentin                         | CC Serein et Armance                   | 10,61            | 212 (2022)                        | 20                 | modifier les données · modifier les données |
| Stigny                          | 89403      | 89160       | Avallon        | Tonnerrois                              | CC Le Tonnerrois en Bourgogne          | 17,86            | 88 (2022)                         | 4,9                | modifier les données · modifier les données |
| Subligny                        | 89404      | 89100       | Sens           | Gâtinais en Bourgogne                   | CC du Gâtinais en Bourgogne            | 7,88             | 520 (2022)                        | 66                 | modifier les données · modifier les données |
| Talcy                           | 89406      | 89420       | Avallon        | Chablis                                 | CC du Serein                           | 6,88             | 83 (2022)                         | 12                 | modifier les données · modifier les données |
| Tanlay                          | 89407      | 89430       | Avallon        | Tonnerrois                              | CC Le Tonnerrois en Bourgogne          | 38,66            | 889 (2022)                        | 23                 | modifier les données · modifier les données |
| Tannerre-en-Puisaye             | 89408      | 89350       | Auxerre        | Cœur de Puisaye                         | CC de Puisaye-Forterre                 | 28,93            | 271 (2022)                        | 9,4                | modifier les données · modifier les données |
| Tharoiseau                      | 89409      | 89450       | Avallon        | Joux-la-Ville                           | CC Avallon - Vézelay - Morvan          | 3,43             | 62 (2022)                         | 18                 | modifier les données · modifier les données |
| Tharot                          | 89410      | 89200       | Avallon        | Avallon                                 | CC Avallon - Vézelay - Morvan          | 2,35             | 111 (2022)                        | 47                 | modifier les données · modifier les données |
| Thizy                           | 89412      | 89420       | Avallon        | Chablis                                 | CC du Serein                           | 5,55             | 184 (2022)                        | 33                 | modifier les données · modifier les données |
| Thorey                          | 89413      | 89430       | Avallon        | Tonnerrois                              | CC Le Tonnerrois en Bourgogne          | 6,93             | 43 (2022)                         | 6,2                | modifier les données · modifier les données |
| Thorigny-sur-Oreuse             | 89414      | 89260       | Sens           | Thorigny-sur-Oreuse                     | CC Yonne Nord                          | 49,23            | 1 396 (2022)                      | 28                 | modifier les données · modifier les données |
| Thory                           | 89415      | 89200       | Avallon        | Avallon                                 | CC Avallon - Vézelay - Morvan          | 8,25             | 193 (2022)                        | 23                 | modifier les données · modifier les données |
| Thury                           | 89416      | 89520       | Auxerre        | Vincelles                               | CC de Puisaye-Forterre                 | 23,22            | 426 (2022)                        | 18                 | modifier les données · modifier les données |
| Tissey                          | 89417      | 89700       | Avallon        | Tonnerrois                              | CC Le Tonnerrois en Bourgogne          | 5,97             | 113 (2022)                        | 19                 | modifier les données · modifier les données |
| Tonnerre                        | 89418      | 89700       | Avallon        | Tonnerrois                              | CC Le Tonnerrois en Bourgogne          | 58,27            | 4 268 (2022)                      | 73                 | modifier les données · modifier les données |
| Toucy                           | 89419      | 89130       | Auxerre        | Cœur de Puisaye                         | CC de Puisaye-Forterre                 | 34,85            | 2 562 (2022)                      | 74                 | modifier les données · modifier les données |
| Treigny-Perreuse-Sainte-Colombe | 89420      | 89520       | Auxerre        | Vincelles                               | CC de Puisaye-Forterre                 | 67,46            | 1 076 (2022)                      | 16                 | modifier les données · modifier les données |
| Trichey                         | 89422      | 89430       | Avallon        | Tonnerrois                              | CC Le Tonnerrois en Bourgogne          | 6,61             | 43 (2022)                         | 6,5                | modifier les données · modifier les données |
| Tronchoy                        | 89423      | 89700       | Avallon        | Tonnerrois                              | CC Le Tonnerrois en Bourgogne          | 6,59             | 123 (2022)                        | 19                 | modifier les données · modifier les données |
| Trucy-sur-Yonne                 | 89424      | 89460       | Auxerre        | Joux-la-Ville                           | CC Chablis Villages et Terroirs        | 8,31             | 133 (2022)                        | 16                 | modifier les données · modifier les données |
| Turny                           | 89425      | 89570       | Auxerre        | Saint-Florentin                         | CC Serein et Armance                   | 24,87            | 650 (2022)                        | 26                 | modifier les données · modifier les données |
| Le Val d'Ocre                   | 89334      | 89110       | Auxerre        | Charny Orée de Puisaye                  | CC de l'Aillantais                     | 29,47            | 559 (2022)                        | 19                 | modifier les données · modifier les données |
| Val-de-Mercy                    | 89426      | 89580       | Auxerre        | Vincelles                               | CC de Puisaye-Forterre                 | 13,46            | 373 (2022)                        | 28                 | modifier les données · modifier les données |
| Vallan                          | 89427      | 89580       | Auxerre        | Auxerre-4                               | CA de l'Auxerrois                      | 11,70            | 675 (2022)                        | 58                 | modifier les données · modifier les données |
| Les Vallées de la Vanne         | 89411      | 89190 89320 | Sens           | Brienon-sur-Armançon                    | CC de la Vanne et du Pays d'Othe       | 33,72            | 1 012 (2022)                      | 30                 | modifier les données · modifier les données |
| Vallery                         | 89428      | 89150       | Sens           | Gâtinais en Bourgogne                   | CC du Gâtinais en Bourgogne            | 12,43            | 579 (2022)                        | 47                 | modifier les données · modifier les données |
| Valravillon                     | 89196      | 89110 89113 | Auxerre        | Charny Orée de Puisaye                  | CC de l'Aillantais                     | 37,05            | 1 777 (2022)                      | 48                 | modifier les données · modifier les données |
| Varennes                        | 89430      | 89144       | Auxerre        | Chablis                                 | CC Chablis Villages et Terroirs        | 10,06            | 330 (2022)                        | 33                 | modifier les données · modifier les données |
| Vassy-sous-Pisy                 | 89431      | 89420       | Avallon        | Chablis                                 | CC du Serein                           | 7,45             | 62 (2022)                         | 8,3                | modifier les données · modifier les données |
| Vaudeurs                        | 89432      | 89320       | Sens           | Brienon-sur-Armançon                    | CC de la Vanne et du Pays d'Othe       | 27,45            | 471 (2022)                        | 17                 | modifier les données · modifier les données |
| Vault-de-Lugny                  | 89433      | 89200       | Avallon        | Avallon                                 | CC Avallon - Vézelay - Morvan          | 15,20            | 269 (2022)                        | 18                 | modifier les données · modifier les données |
| Vaumort                         | 89434      | 89320       | Sens           | Brienon-sur-Armançon                    | CC de la Vanne et du Pays d'Othe       | 14,52            | 345 (2022)                        | 24                 | modifier les données · modifier les données |
| Venizy                          | 89436      | 89210       | Auxerre        | Brienon-sur-Armançon                    | CC Serein et Armance                   | 43,68            | 846 (2022)                        | 19                 | modifier les données · modifier les données |
| Venouse                         | 89437      | 89230       | Auxerre        | Chablis                                 | CC Chablis Villages et Terroirs        | 7,91             | 291 (2022)                        | 37                 | modifier les données · modifier les données |
| Venoy                           | 89438      | 89290       | Auxerre        | Auxerre-3                               | CA de l'Auxerrois                      | 22,74            | 1 747 (2022)                      | 77                 | modifier les données · modifier les données |
| Vergigny                        | 89439      | 89600       | Auxerre        | Saint-Florentin                         | CC Serein et Armance                   | 38,01            | 1 501 (2022)                      | 39                 | modifier les données · modifier les données |
| Verlin                          | 89440      | 89330       | Sens           | Joigny                                  | CC du Jovinien                         | 14,10            | 407 (2022)                        | 29                 | modifier les données · modifier les données |
| Vermenton                       | 89441      | 89270       | Auxerre        | Joux-la-Ville                           | CC Chablis Villages et Terroirs        | 53,34            | 1 273 (2022)                      | 24                 | modifier les données · modifier les données |
| Vernoy                          | 89442      | 89150       | Sens           | Gâtinais en Bourgogne                   | CC du Gâtinais en Bourgogne            | 14,42            | 244 (2022)                        | 17                 | modifier les données · modifier les données |
| Véron                           | 89443      | 89510       | Sens           | Villeneuve-sur-Yonne                    | CA du Grand Sénonais                   | 15,91            | 1 853 (2022)                      | 116                | modifier les données · modifier les données |
| Vézannes                        | 89445      | 89700       | Avallon        | Tonnerrois                              | CC Le Tonnerrois en Bourgogne          | 9,01             | 52 (2022)                         | 5,8                | modifier les données · modifier les données |
| Vézelay                         | 89446      | 89450       | Avallon        | Joux-la-Ville                           | CC Avallon - Vézelay - Morvan          | 21,83            | 464 (2022)                        | 21                 | modifier les données · modifier les données |
| Vézinnes                        | 89447      | 89700       | Avallon        | Tonnerrois                              | CC Le Tonnerrois en Bourgogne          | 6,30             | 157 (2022)                        | 25                 | modifier les données · modifier les données |
| Villeblevin                     | 89449      | 89340       | Sens           | Pont-sur-Yonne                          | CC Yonne Nord                          | 7,36             | 1 813 (2022)                      | 246                | modifier les données · modifier les données |
| Villebougis                     | 89450      | 89150       | Sens           | Gâtinais en Bourgogne                   | CC du Gâtinais en Bourgogne            | 11,81            | 635 (2022)                        | 54                 | modifier les données · modifier les données |
| Villechétive                    | 89451      | 89320       | Sens           | Brienon-sur-Armançon                    | CC de la Vanne et du Pays d'Othe       | 9,42             | 261 (2022)                        | 28                 | modifier les données · modifier les données |
| Villecien                       | 89452      | 89300       | Sens           | Joigny                                  | CC du Jovinien                         | 7,60             | 348 (2022)                        | 46                 | modifier les données · modifier les données |
| Villefargeau                    | 89453      | 89240       | Auxerre        | Auxerre-1                               | CA de l'Auxerrois                      | 13,77            | 1 101 (2022)                      | 80                 | modifier les données · modifier les données |
| Villemanoche                    | 89456      | 89140       | Sens           | Pont-sur-Yonne                          | CC Yonne Nord                          | 14,39            | 671 (2022)                        | 47                 | modifier les données · modifier les données |
| Villenavotte                    | 89458      | 89140       | Sens           | Pont-sur-Yonne                          | CC Yonne Nord                          | 2,22             | 162 (2022)                        | 73                 | modifier les données · modifier les données |
| Villeneuve-l'Archevêque         | 89461      | 89190       | Sens           | Brienon-sur-Armançon                    | CC de la Vanne et du Pays d'Othe       | 6,89             | 1 111 (2022)                      | 161                | modifier les données · modifier les données |
| Villeneuve-la-Dondagre          | 89459      | 89150       | Sens           | Gâtinais en Bourgogne                   | CC du Gâtinais en Bourgogne            | 14,55            | 337 (2022)                        | 23                 | modifier les données · modifier les données |
| Villeneuve-la-Guyard            | 89460      | 89340       | Sens           | Pont-sur-Yonne                          | CC Yonne Nord                          | 16,62            | 3 470 (2022)                      | 209                | modifier les données · modifier les données |
| Villeneuve-les-Genêts           | 89462      | 89350       | Auxerre        | Cœur de Puisaye                         | CC de Puisaye-Forterre                 | 24,69            | 308 (2022)                        | 12                 | modifier les données · modifier les données |
| Villeneuve-Saint-Salves         | 89463      | 89230       | Auxerre        | Chablis                                 | CA de l'Auxerrois                      | 7,04             | 257 (2022)                        | 37                 | modifier les données · modifier les données |
| Villeneuve-sur-Yonne            | 89464      | 89500       | Sens           | Villeneuve-sur-Yonne                    | CA du Grand Sénonais                   | 40,00            | 5 130 (2022)                      | 128                | modifier les données · modifier les données |
| Villeperrot                     | 89465      | 89140       | Sens           | Pont-sur-Yonne                          | CC Yonne Nord                          | 8,15             | 296 (2022)                        | 36                 | modifier les données · modifier les données |
| Villeroy                        | 89466      | 89100       | Sens           | Gâtinais en Bourgogne                   | CC du Gâtinais en Bourgogne            | 7,10             | 385 (2022)                        | 54                 | modifier les données · modifier les données |
| Villethierry                    | 89467      | 89140       | Sens           | Gâtinais en Bourgogne                   | CC du Gâtinais en Bourgogne            | 20,88            | 800 (2022)                        | 38                 | modifier les données · modifier les données |
| Villevallier                    | 89468      | 89330       | Sens           | Joigny                                  | CC du Jovinien                         | 8,37             | 417 (2022)                        | 50                 | modifier les données · modifier les données |
| Villiers-les-Hauts              | 89470      | 89160       | Avallon        | Tonnerrois                              | CC Le Tonnerrois en Bourgogne          | 19,12            | 125 (2022)                        | 6,5                | modifier les données · modifier les données |
| Villiers-Louis                  | 89471      | 89320       | Sens           | Brienon-sur-Armançon                    | CA du Grand Sénonais                   | 11,07            | 463 (2022)                        | 42                 | modifier les données · modifier les données |
| Villiers-Saint-Benoît           | 89472      | 89130       | Auxerre        | Cœur de Puisaye                         | CC de Puisaye-Forterre                 | 34,04            | 433 (2022)                        | 13                 | modifier les données · modifier les données |
| Villiers-Vineux                 | 89474      | 89360       | Auxerre        | Saint-Florentin                         | CC Serein et Armance                   | 11,18            | 282 (2022)                        | 25                 | modifier les données · modifier les données |
| Villon                          | 89475      | 89740       | Avallon        | Tonnerrois                              | CC Le Tonnerrois en Bourgogne          | 9,42             | 111 (2022)                        | 12                 | modifier les données · modifier les données |
| Villy                           | 89477      | 89800       | Auxerre        | Chablis                                 | CC Chablis Villages et Terroirs        | 5,84             | 102 (2022)                        | 17                 | modifier les données · modifier les données |
| Vincelles                       | 89478      | 89290       | Auxerre        | Vincelles                               | CA de l'Auxerrois                      | 12,53            | 910 (2022)                        | 73                 | modifier les données · modifier les données |
| Vincelottes                     | 89479      | 89290       | Auxerre        | Vincelles                               | CA de l'Auxerrois                      | 1,85             | 282 (2022)                        | 152                | modifier les données · modifier les données |
| Vinneuf                         | 89480      | 89140       | Sens           | Thorigny-sur-Oreuse                     | CC Yonne Nord                          | 15,26            | 1 559 (2022)                      | 102                | modifier les données · modifier les données |
| Vireaux                         | 89481      | 89160       | Avallon        | Tonnerrois                              | CC Le Tonnerrois en Bourgogne          | 14,58            | 102 (2022)                        | 7,0                | modifier les données · modifier les données |
| Viviers                         | 89482      | 89700       | Avallon        | Tonnerrois                              | CC Le Tonnerrois en Bourgogne          | 9,18             | 104 (2022)                        | 11                 | modifier les données · modifier les données |
| Voisines                        | 89483      | 89260       | Sens           | Thorigny-sur-Oreuse                     | CA du Grand Sénonais                   | 27,12            | 528 (2022)                        | 19                 | modifier les données · modifier les données |
| Voutenay-sur-Cure               | 89485      | 89270       | Avallon        | Joux-la-Ville                           | CC Avallon - Vézelay - Morvan          | 10,04            | 209 (2022)                        | 21                 | modifier les données · modifier les données |
| Yrouerre                        | 89486      | 89700       | Avallon        | Tonnerrois                              | CC Le Tonnerrois en Bourgogne          | 14,28            | 147 (2022)                        | 10                 | modifier les données · modifier les données |
| Yonne                           | 89         |             |                |                                         |                                        | 7 427,00         | 333 896 (2022)                    | 45                 | modifier les données                        |